# Петя Павлова
Петя Павлова (нар. 15 травня 1978 року, Софія, Народна Республіка Болгарія) — болгарська співачка та акторка.

## Дискографія
- «The Dream» (1994)
- «Let's Make Love» (1996)
- «Runaway» (2006)